# 宗教技術中心
宗教技術中心（英語：Religious Technology Center，縮寫為RTC）是由山達基教會於1982年成立于美國的非營利組織，旨在控制和監督山達基和戴尼提所有的商標、符號和文本的使用。儘管該組織控制著它們的使用，宗教創始人L·羅恩·賀伯特著作文本的版權歸靈性技術教會（CST）所有，該非盈利組織以賀伯特圖書館（ L. Ron Hubbard Library）的名義對外開展業務，註冊於加利福尼亞州洛杉磯縣。
宗教技術中心僅僅行使戴尼提和山達基教所有材料的使用權，聲稱不參與山達基教會的日常管理；教會管理的任務被分配給獨立的機構國際山達基教會。其官方網站稱「宗教技術中心是保護山達基宗教並為正統而有最終仲裁權的機構」，其既定目的是「保護公眾免受錯誤應用技術的傷害，並確保戴尼提和山達基教的宗教技術掌握在適當的人手中，以及被正確地運用」，即實際上擁有對教義的最終解釋權。自1987年起，大衛·密斯凱維吉一直擔任宗教技術中心的理事會主席，也就是山達基教會的最高領袖。
國際山達基教會在1993年的一份備忘錄中，向美國國稅局提供了以下有關國際山達基教會的角色和職能、人員和收入的資訊：

「[...]宗教技術中心[...] 擁有山達基教標誌和先進技術。它將標誌授權給國際山達基教會，以便再授權給下屬教會；同時將先進技術直接授權給適當的教會。透過這種結構，宗教技術中心確保，在國際山達基教會作為母教會的權威下，山達基宗教實踐可以在教會等級制度內嚴格遵循正統，符合山達基經文。該教會擁有約五十名教職人員，根據最近一年有財務報表的年度支出，其年度預算約為660萬美元。[...]

根據山達基發言人埃里克·魯克斯（Eric Roux）的說法，宗教技術中心保證「山達基迄今為止的純潔性和可操作性」，參與「恢復、保存、維護和保持不被破壞」教會「宗教技術」的計劃。

## 外部鏈接
- RTC官方網站 （页面存档备份，存于）
  - 理事會主席暨宗教領袖大衛．密斯凱維吉官方網站 （页面存档备份，存于）